# Amietia poyntoni
Amietia poyntoni' es una especie de anfibio anuro de la familia Pyxicephalidae.

## Distribución geográfica
Esta especie se encuentra en el sur de Namibia y el norte de Sudáfrica. 
Habita entre los 300 y 1520 m sobre el nivel del mar.

## Publicación original
- Channing & Baptista, 2013 : Amietia angolensis and A. fuscigula (Anura: Pyxicephalidae) in southern Africa: a cold case reheated. Zootaxa, n.º 3640, p. 501-520.[4]